# Liga Narodów Dywizja A 2023 w Amp Futbolu
Liga Narodów Dywizja A 2023 – pierwsza edycja ampfutbolowej Ligi Narodów Dywizji A. Która odbyła się w Krakowie w dniach od 16 do 18 czerwca 2023 roku na stadionie Prądniczanki. W turnieju wzięły udział 4 drużyny na podstawie wyników poprzednich mistrzostw Europy, które odbyły się w 2021 roku w Polsce. Drużyna która zajęła ostatnie miejsce w grupie spadła do Dywizji B.

## Uczestnicy

### Klasyfikacja końcowa
| Miejsce | Reprezentacja | Punkty | Mecze | Zwycięstwa | Remisy | Porażki | Br+ | Br- | +/− |
| ------- | ------------- | ------ | ----- | ---------- | ------ | ------- | --- | --- | --- |
| 1.      | Anglia        | 9      | 3     | 3          | 0      | 0       | 4   | 1   | +3  |
| 2.      | Turcja        | 6      | 3     | 2          | 0      | 1       | 7   | 3   | +4  |
| 3.      | Polska        | 3      | 3     | 1          | 0      | 2       | 7   | 5   | +2  |
| 4.      | Hiszpania     | 0      | 3     | 0          | 0      | 3       | 0   | 9   | -9  |

## Mecze[2]
| 16 czerwca 2023 16:30 | Polska | 4:0 | Hiszpania | Polska, Kraków · |
|                       |        |     |           |                  |

| 16 czerwca 2023 18:30 | Anglia | 1:0 | Turcja | Polska, Kraków · |
|                       |        |     |        |                  |

| 17 czerwca 2023 12:30 | Polska | 1:2 | Anglia | Polska, Kraków · |
|                       |        |     |        |                  |

| 17 czerwca 2023 14:30 | Turcja | 4:0 | Hiszpania | Polska, Kraków · |
|                       |        |     |           |                  |

| 18 czerwca 2023 13:00 | Hiszpania | 0:1 | Anglia | Polska, Kraków · |
|                       |           |     |        |                  |

| 18 czerwca 2023 16:00 | Polska | 2:3 | Turcja | Polska, Kraków · |
|                       |        |     |        |                  |